# Schloss Illerfeld

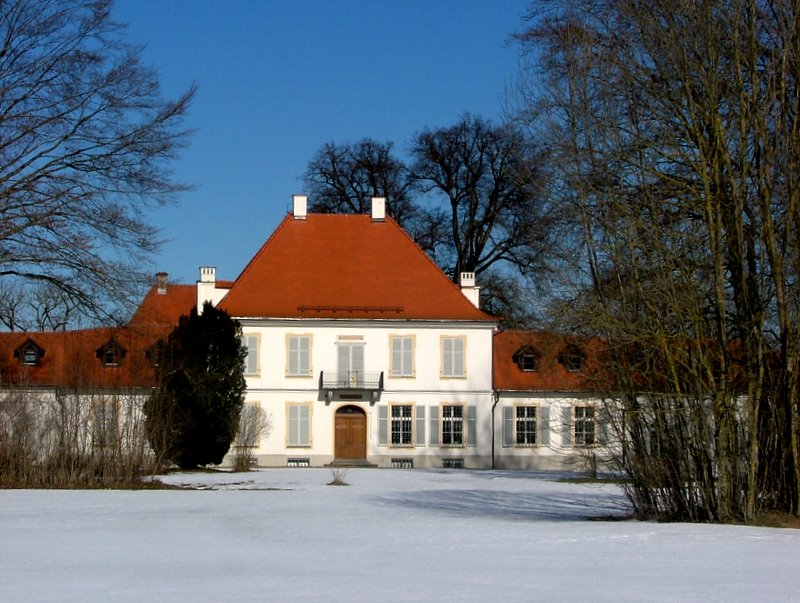
Hauptgebäude des Schlosses von Norden

Schloss Illerfeld ist ein von Sigmund von Lupin errichtetes Schloss in Illerfeld, einem Weiler der Gemeinde Ferthofen, die ein Teilort von Memmingen in Oberschwaben ist. Die 1784 erbaute Anlage befindet sich unweit des Illerufers auf einer leichten Anhöhe entlang der Staatsstraße 2009.

## Beschreibung

### Hauptgebäude
Der zweigeschossige Mittelbau des Schlosses besitzt ein Walmdach und – mit Ausnahme von Rundfenstern in den äußeren Flügelachsen – rechteckige Fenster. Das Hauptgebäude wurde in den Jahren 1820 bis 1830 um die äußeren Achsen der eingeschossigen Seitenflügel erweitert. In der Decke des Südwestzimmers im Erdgeschoss  
befinden sich Reste eines Orgelflügels aus St. Martin in Memmingen. Weitere Fragmente dieser Flügel sind in der Decke des Treppenhauses und im oberen Flurgang eingelassen. Das Treppenhaus verfügt über ein Eichenholzgeländer mit Empiremotiven. Der sogenannte Saal und die zwei Nebenzimmer des Obergeschosses sind mit zweigeschossigen Öfen bestückt. Die Unterteile der Holzfeuerstellen sind aus Gusseisen, die Oberteile haben eine Vasenbekrönung aus Terrakotta.

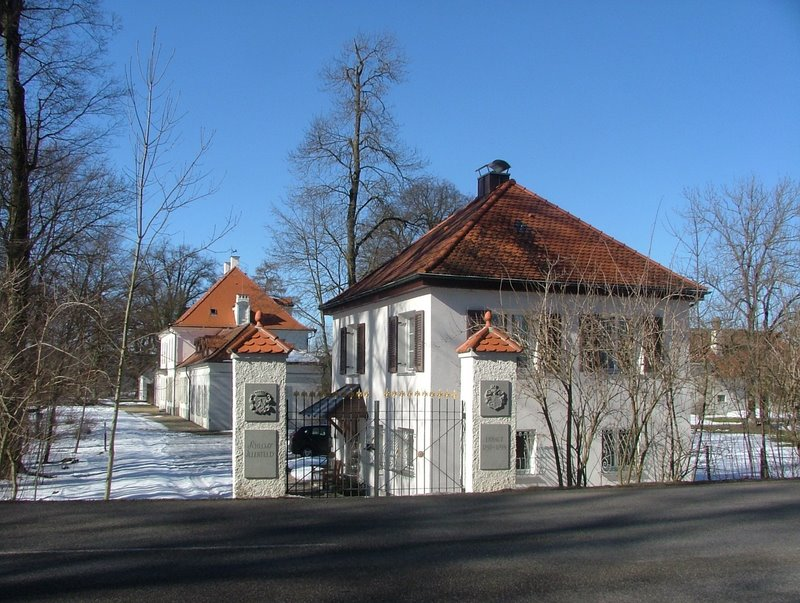
Eingang zum Schloss

### Wirtschaftsgebäude und Park
Das zweigeschossige Wirtschaftsgebäude liegt nördlich des Wohngebäudes und besitzt ein Walmdach. Unmittelbar daneben befindet sich ein etwas kleineres Gebäude, der sogenannte Stadel. Auch er hat ein gewalmtes Dach mit Schleppgauben. Am Gartentor sind an den Stirnseiten der Pfeiler je zwei Sandsteintafeln mit Wappen und Inschriften angebracht. Durch das Gartentor gelangt man in den Außenpark, der durch die Staatsstraße St 2009 vom Innenpark getrennt ist. In diesem befindet sich ungefähr 250 m südlich des Schlosses die Nachbildung einer Skulptur des M. Antonius Antius Lupus,  des angeblichen Ahnherrn der Familie Lupin. Das Original befindet sich an der Via Appia in Rom. Auf der Anhöhe, 800 m südlich des Schlosses, ließ der Schlossherr einen Obelisken zum Andenken an ein geliebtes Reitpferd aufstellen. Zwischen den beiden Denkmälern befindet sich eine Tulpenbaumallee und ein kleiner Park.